# Carl de Wilster
Carl (de) Wilster (10. november 1698 – 16. juli 1776 i Christiania) var en dansk officer, bror til Johan Jacob de Wilster.
Han var ikke søn af Martin Jacob Wilster, slik man kan forledes til at tro på grundlag af tidligere angivelser: se nedenfor under «Kilder»/P. Brock, men af Johann v. Wilster (d. 1721), generalmajor, og NN Muhlen. Han skal 1715 være trådt ind i krigstjenesten og samme år have fået sin ilddåb under Stralsunds belejring; 1716 blev han premierløjtnant i Eickstedts gevorbne Infanteriregiment og gjorde de følgende felttog i Norge med. Efter at hans regiment i 1721 var opløst, skal han have foretaget flere udenlandsrejser, trådte atter 1731 ind i Hæren som kaptajn og blev ansat i Krags gevorbne Infanteriregiment; 1733 blev han forsat til Drabantgarden og 1735 til Livregiment Dragoner, 1736 blev han major af kavaleriet, 1738 sekondmajor, 1745 oberstløjtnant af kavaleriet (anciennetet fra 1744), 1749 premiermajor, 1754 oberstløjtnant af dragonerne og 1760 virkelig oberstløjtnant, 1761 oberst og chef for 2. søndenfjeldske Dragonregiment, 1762 generalmajor, 1765 deputeret i det norske Generalkrigsdirektorium, 1773 generalløjtnant og 1776 kommandant i Frederiksstad, men døde 16. juli samme år.
Wilster blev 1755 optaget i den danske adelstand og kammerherre og 1774 Hvid Ridder. Han blev gift 1. gang 1728 med Christine Henrica von Amthor (1705-1762), og 2. gang 1764 med Karen Holter (1725-1782), enke efter justitsråd Poul Lachman Vogt. Hun bragte sin mand betydelig formue, ejede bl.a. godset Ljan ved Christiania.